# Pleiochiton
Pleiochiton là chi thực vật có hoa trong họ Mua.